# Йоахім Бергер
Йоахім Бергер (нім. Joachim Berger; 23 червня 1913, Берлін — 4 березня 1943, Атлантичний океан) — німецький офіцер-підводник, капітан-лейтенант крігсмаріне.

## Біографія
8 квітня 1934 року вступив на флот. В жовтні-листопаді 1939 року — інструктор 2-ї флотилії торпедних катерів, після чого служив на штабних посадах, з квітня 1940 року — в штабі командувача ВМС в Молде. В квітні-травні 1941 року — інструктор училища морської артилерії. В квітні-травні служив в 24-й флотилії підводних човнів, після чого в травні-серпні пройшов курс командира підводного човна і ознайомлення з конструкцією човна. З 19 серпня 1941 року — командир підводного човна U-87, на якому здійснив 5 походів (разом 260 днів у морі). 4 березня 1943 року U-87 був потоплений в Північній Атлантиці західніше Португалії (41°36′ пн. ш. 13°31′ зх. д.) глибинними бомбами з канадського корвета «Шедіак» та есмінця «Сеінт Крокс». Всі 49 членів екіпажу загинули.
Всього за час бойових дій потопив 5 кораблів загальною водотоннажністю 28 014 тонн.
| Дата           | Назва корабля  | Тип                   | Тоннаж | Вантаж                                                 | Екіпаж | Загинули | Країна             | Конвой |
| -------------- | -------------- | --------------------- | ------ | ------------------------------------------------------ | ------ | -------- | ------------------ | ------ |
| 31 грудня 1941 | Cardita        | Тепловий танкер       | 8,237  | 11 500 тонн палива                                     | 60     | 27       | Британська імперія | HX-166 |
| 17 січня 1942  | Nyholt         | Тепловий танкер       | 8,087  | Баласт                                                 | 41     | 20       | Норвегія           | ON-52  |
| 16 червня 1942 | Port Nicholson | Торговий пароплав     | 8,402  | 1600 тонн автозапчастин і 4000 тонн військових запасів | 91     | 6        | Британська імперія | XB-25  |
| 16 червня 1942 | Cherokee       | Пасажирський пароплав | 5,896  | Баласт (350 тонн піску)                                | 169    | 86       | США                | XB-25  |
| 11 жовтня 1942 | Agapenor       | Торговий пароплав     | 7,392  | 6500 тонн генеральних вантажів і 750 тонн міді         | 133    | 7        | Британська імперія |        |

## Звання
- Кандидат в офіцери (8 квітня 1934)
- Фенріх-цур-зее (1 липня 1935)
- Оберфенріх-цур-зее (1 січня 1937)
- Лейтенант-цур-зее (1 квітня 1937)
- Оберлейтенант-цур-зее (1 квітня 1939)
- Капітан-лейтенант (1 листопада 1941)

## Нагороди
- Медаль «За вислугу років у Вермахті» 4-го класу (4 роки)
- Залізний хрест
  - 2-го класу (30 січня 1942)
  - 1-го класу (9 липня 1942)
- Нагрудний знак підводника (28 березня 1942)